# La Corruption de Chris Miller
Pour plus de détails, voir Fiche technique et Distribution.
La Corruption de Chris Miller (La corrupción de Chris Miller) est un giallo espagnol réalisé par Juan Antonio Bardem, sorti en 1973.

## Synopsis
Dans sa propriété, dans le Pays Basque, Ruth Miller y passe l'été avec sa belle-fille Chris, qui souffre de troubles psychiatriques depuis qu'un haltérophile l'a violée dans les douches d'un gymnase, après avoir éteint la lumière. Depuis, Chris est devenue fragile, prise de peur panique dès que la pluie se met à tomber et ne supporte pas l'obscurité. Névrosée depuis le départ de son mari, un artiste itinérant, Ruth a du mal à la calmer et la protéger. La nuit tombée, les deux femmes prennent bien soin de cloîtrer portes et fenêtres de la propriété. Mais elles espèrent ensemble le retour de l'homme de la maison, sans doute parti définitivement. Pourtant, Ruth semble avoir des sentiments incestueux envers Chris qui, pour fuir ses gestes trop affectueux, se réfugie chez un jeune châtelain désargenté, Louis, amateur de chevaux. 
Et puis, un soir d'orage, un vagabond vient se réfugier dans la grange des Miller. Au petit matin, Ruth le trouve couché nu dans la paille. A la fois troublée et agacée, elle le somme de quitter la propriété. Mais ce dernier, à la fois jeune et bel homme, parvient à convaincre Ruth de l'engager comme homme à tout faire. Son arrivée trouble immédiatement les Miller. Séducteur expérimenté, Barney séduit Ruth, couche avec elle puis charme sa belle-fille et souhaite lui faire l'amour. Seulement, il ignore tout du traumatisme que Chris a subi dans le passé mais il paraît déterminé à aller jusqu'au bout. Mais en dehors des deux femmes, Barney semble également s'intéresser à autre chose dans la propriété. En plusieurs occasions, il fouille la demeure, en vain. Des soupçons pèsent sur cet inconnu séduisant. Dans la région, un tueur en série rôde et sème la mort sur son passage. Une ancienne chanteuse a été sauvagement assassinée dans sa propriété et, dans une ferme pas loin de la demeure des Miller, une famille a été violemment massacrée à la serpe. Le meurtrier semble agir lors des nuits d'orage. Barney est-il le sadique assassin ?

## Fiche technique
- Titre original : La corrupción de Chris Miller
- Titre français : La Corruption de Chris Miller
- Réalisation : Juan Antonio Bardem
- Scénario : Santiago Moncada
- Montage : Emilio Rodríguez
- Musique : Waldo de los Ríos
- Photographie : Juan Gelpí
- Société de production : Xavier Armet P.C.
- Société de distribution : Ibercine S.A.
- Pays d'origine :  Espagne
- Langue originale : espagnol
- Format : couleur
- Genre : giallo
- Durée : 107 minutes
- Date de sortie : 
  -  Espagne : 17 mai 1973

## Distribution
- Jean Seberg : Ruth Miller
- Marisol : Chris Miller
- Barry Stokes : Barney Webster
- Perla Cristal : Perla
- Rudy Gaebel : Lewis
- Gérard Tichy : le commissaire
- Alicia Altabella : Adela
- Mariano Vidal Molina : Ernesto
- María Bardem : Maria
- Juan Antonio Bardem : Pedro
- Miguel Bardem : Tin
- Gustavo Re : le commerçant
- Carl Rapp : le journaliste à la télé
- Goyo Lebrero : le paysan
- Antonio Parra : le postier

## Autour du film
- Comme nombre de fictions des années 1960 et 1970, ce film fait à un moment allusion à l'idée, depuis largement démentie, selon laquelle tous ceux atteints du Syndrome 47,XYY auraient tendance à avoir un comportement criminel.